# 蒋洪
蒋洪（1950年2月—），广东阳春人，汉族，中华人民共和国政治人物、第十一届全国政协委员。
1994年7月加入中国国民党革命委员会，担任上海财经大学公共经济与管理学院博士生导师。1996年7月至2005年6月擔任上海财经大学公共经济与管理学院院长，他還是該校的公共政策研究中心主任。2008年，当选第十一届全国政协委员，代表中国国民党革命委员会，分入第四组。
在中国人民政治协商会议第十二届全国委员会第一次会议选举新一届政协领导人过程中蒋洪全投弃权票。